# Петрик, Виктор Юрьевич
Виктор Юрьевич Петрик (укр. Віктор Юрійович Петрик,  29 февраля 1996,Костополь, Ровенская область, Украина)  — украинский борец греко-римского стиля, бронзовый призёр чемпионата Европы, мастер спорта Украины международного класса.

## Биография
В 2015 году на чемпионате мира среди юниоров был 17-м в весовой категории до 55 килограммов. В 2016 году в категории до 59 килограммов завоевал бронзовую медаль чемпионата Украины среди взрослых и одержал победу на турнире памяти Кристиана Палусалу; на турнире Vantaa Painicup остался пятым. В 2017 году на международном турнира в Киеве остался пятым, и вновь победил на мемориале Кристиана Палусалу. В 2018 году был восьмым на турнире в Киеве и пятым на турнире серии Гран-при Германии среди взрослых; на чемпионате мира и на чемпионате Европы в возрастной категории U23 был 18-м и пятым соответственно. В 2019 году победил на международном турнире в Киеве, был седьмым на розыгрыше Кубка Владислава Пятницкого, восьмым на турнире Thor Masters, и девятым на Гран-при Венгрии. В 2020 году выиграл Thor Masters; на розыгрыше Кубка мира остался 15-м. В 2021 году выиграл Кубок Украины , был пятым на турнире в Киеве и завоевал бронзовую медаль чемпионата Европы . В 2002 году стал серебряным призёром турнира Zagreb Open, не выйдя на финальную встречу ввиду травмы .
Выступает за Киевскую область